# Körmendi-Frim Jenő
Körmendi-Frim Jenő, született Frim Jenő (Budapest, 1886. október 11. – Washington, D.C., 1959. augusztus 14.) magyar szobrász, egyetemi tanár, éremművész. Számos portrét, plakettet és köztéri szobrot alkotott. Feleségével, Fejérváry Erzsi festő és keramikussal 1939-től az Amerikai Egyesült Államokban élt.

## Életpályája
Budapesten született Frim Jakab (1852–1919) orvos, pedagógus és Goldreich Anna gyermekeként. Előbb a budapesti Iparművészeti Iskolán, majd Párizsban Joseph Bernardnál tanult. Részt vett az Országos Társadalombiztosító Intézet székházának díszítésében is. 1922. szeptember 7-én Budapesten, a Terézvárosban házasságot kötött Fejérvári Zsigmond és Schnitzer Adél lányával, Erzsébettel. 1939-ben hosszabb időt töltött Hollandiában, ahol több városban (Hága, Arnheim) rendezett kiállítást. 1939-ben feleségével együtt az USA-ban telepedett le, ahol mindketten az Indiana állambeli Notre-Dame Egyetem tanárai lettek.

## Főbb művei[5]

### Portréi és mellszobrai
- Eötvös Loránd
- Jedlik Ányos
- Korányi Frigyes
- Svéd Sándor
- Máté Olga

### Plakettjei
- Hubay Jenő
- Vámbéry Ármin
- Magyar Királyi 30. honvéd gyalogezred

### Köztéri szobrai
- Jászberény: Török-magyar harcosok (1909);
- Esztergom: Sobieski János (1933)
- Balassagyarmat: Hősi emlékmű (1937)
- Erzsébet királyné
- 0. kilométerkő Madonnája
- Geszt: Hősi emlékmű (1937)

## Kiállításai
- 1906-tól szerepelt a Műcsarnok tárlatain.
- 1910-ben a Művészházban, 1934-ben az Ernst Múzeumban, 1935-ben a Lipótvárosi Kaszinóban mutatta be munkáit.
- 1939-ben Hollandiában több városban volt kiállítása (Hága, Arnheim)
- 1939-ben Milwaukee-ban volt közös kiállítása feleségével, Fejérváry Erzsi festő és keramikussal.